# هما خاتون
هما خاتون (ترکی عثمانی: هما خاتون؛ ح. ۱۴۱۰ – ۱۴۴۹) همسر مراد دوم سلطان امپراتوری عثمانی و مادر سلطان محمد فاتح بود.